# VLOTT
VLOTT è un partito politico minore liberale e fortuynista di destra belga. Il suo titolo, VLOTT, è l'acronimo di "Fiammingo Liberale Indipendente Tollerante Trasparente" (Vlaams Liberaal Onafhankelijk Tolerant Transparant).

## Storia
È stato fondato il 23 novembre 2005 dall'ex membro dell'Open VLD Hugo Coveliers. Ha partecipato a un cartello-lista con il Vlaams Belang nelle elezioni municipali di Anversa dell'ottobre 2006 e alle elezioni provinciali, municipali e distrettuali nelle Fiandre. Nonostante la popolarità del suo fondatore ad Anversa (13.623 voti personali, 3° più popolare) lo sforzo condiviso dei partner del cartello ha avuto come risultato solo una piccola vittoria dello 0,5%, senza alcun seggio aggiuntivo nel consiglio comunale. Nel 2007, VLOTT non ha partecipato alle elezioni generali, ma i suoi candidati sono apparsi come indipendenti nei voti del Vlaams Belang. Solo il fondatore Hugo Coveliers è stato eletto al Senato belga. Dopo il ritiro di Coveliers dalla politica attiva all'inizio del 2012, il Vlaams Belang ha interrotto la cooperazione con il partito.

## Ideologia
Il partito VLOTT sostiene l'indipendenza delle Fiandre. La democrazia e il liberalismo individuale sono principi centrali del partito. Il partito si oppone al multiculturalismo.